# Bela (filho de Beor)
Bela, filho de Beor, é o primeiro rei de Edom mencionado no livro de Gênesis. Ele reinou em Edom antes que houvesse reis em Israel, era natural de Dinabá, e, ao morrer, foi sucedido por Jobabe, filho de Zerá, de Bozra. Historiadores modernos supõem que a monarquia em Edom era eletiva.
| Precedido por Nenhum ? | Rei de Edom | Sucedido por Jobabe, filho de Zerá |